# گیتارنواز
گیتارنواز، نوازندهٔ گیتار یا گیتاریست (به انگلیسی: Guitarist) موسیقی‌دانی است که توانایی اجرای نت‌های موسیقی را با گیتار دارد. یک نوازنده گیتار می‌تواند نوازنده گیتار الکتریک، گیتار آکوستیک یا گیتار کلاسیک یا گیتار باس باشد.از میان گیتار نوازان یا گیتاریست های ایرانی میتوان به آرمیک،اردشیر فرح،آریا نیکداد و شادمهر عقیلی اشاره کرد.

## تنوع و مهارت
یک نوازنده گیتار از همه لحاظ بر روی ساز کنترل دارد و با استفاده از تکنیک‌ها مانند ویبره یا بند می‌تواند کیفیت صدایی در حد کیفیت صدای خواننده را از گیتار بگیرد.
در اجرای یک قطعه موسیقی، نوازنده گیتار می‌تواند نقش اجرای ریتم (اجرای مطابق با نت‌ها پایین) یا نقش اجرای لید (اجرای نت‌های بالاتر ملودی) را داشته باشد.
همچنین بعضی نوازندگان گیتار توانایی اجرای همزمان گیتار و ساز دهنی را دارند. نوازندگان گیتار به شیوه‌های گوناگونی به نواختن گیتار می‌پردازند از جمله نواختن با پیک یا انگشت.

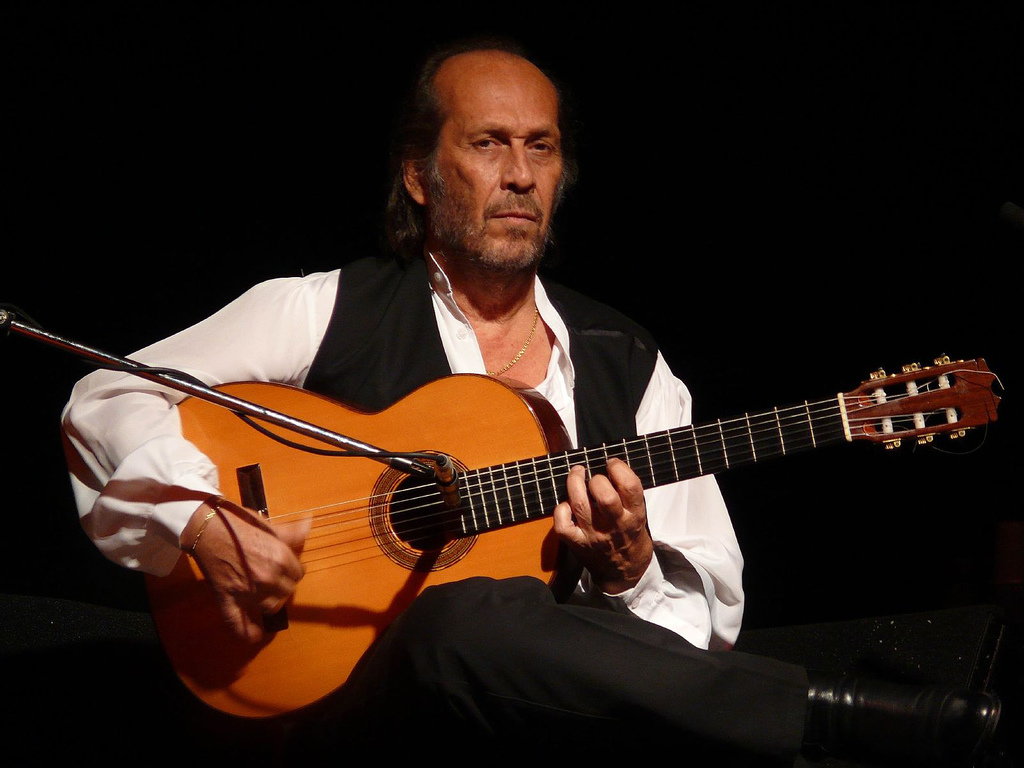
پاکو دلوسیا در حال نواختن موسیقی با گیتار کلاسیک به وسیلهٔ انگشت
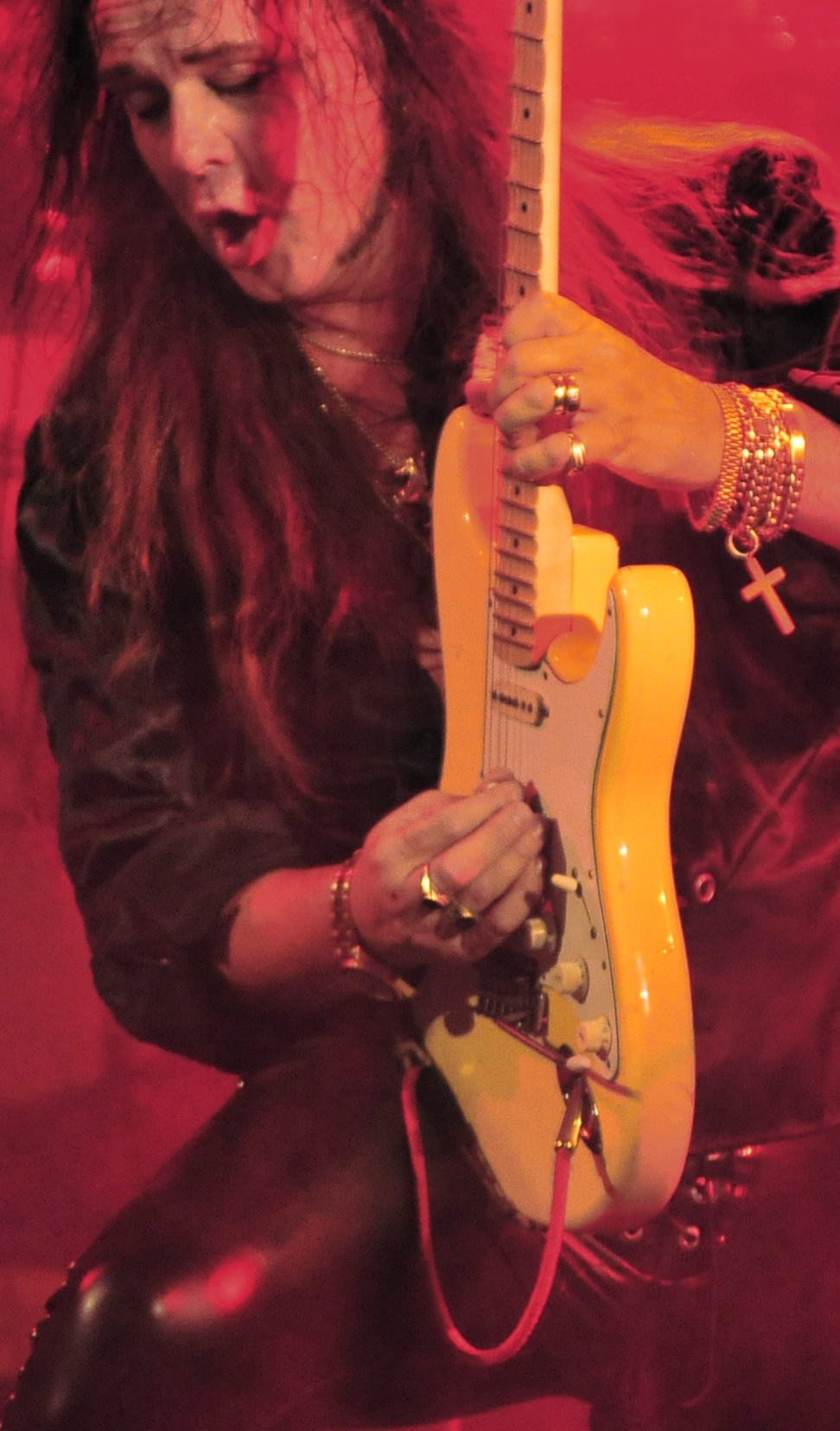
اینگوی مالمستین نوازنده گیتار در حال نواختن گیتار الکتریک به وسیلهٔ پیک
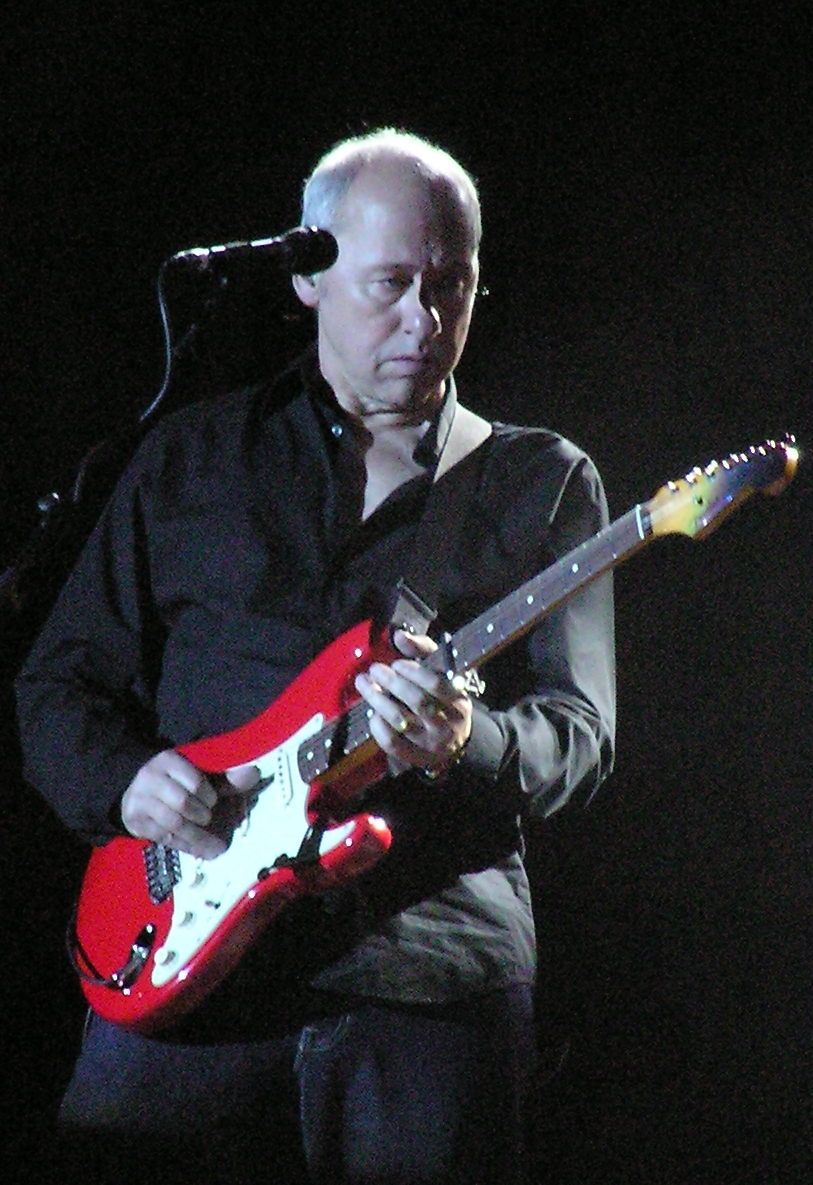
مارک نافلر در حال نواختن گیتار الکتریک با انگشت
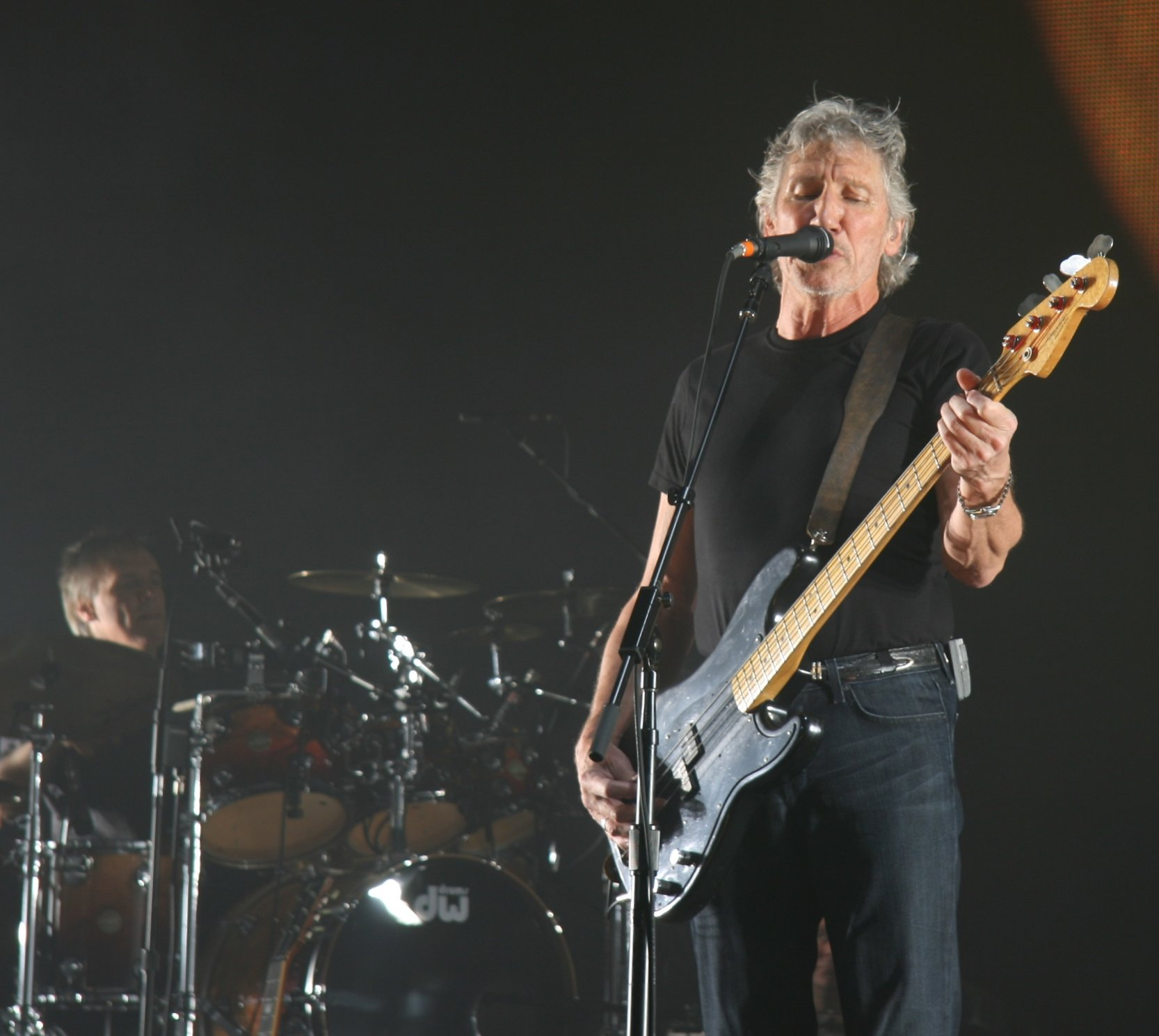
راجر واترز در حال نواختن گیتار باس با پیک
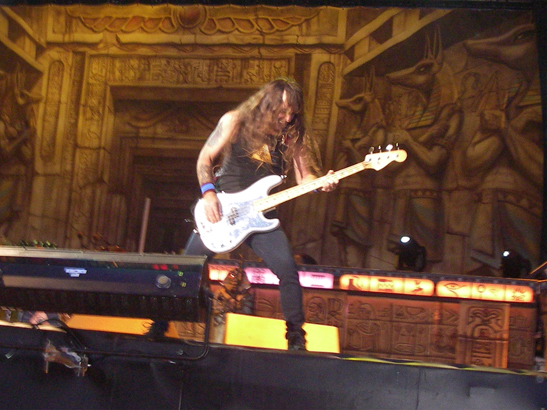
استیو هریس در حال نواختن گیتار باس با انگشت